# USS Wichita (CA-45)
El USS Wichita (CA-45) fue un crucero pesado de la Armada de los Estados Unidos. Fue una nave única en su clase, derivada del crucero de la clase Brooklyn. Fue puesta en gradas en 1935 por el Philadelphia Navy Yard, botada en 1937 y comisionada en 1939.
Fue la primera nave con el nombre de Wichita, Kansas. Ganó trece estrellas de batalla por su servicio en la II Guerra Mundial, fue a la reserva en 1946 y descomisionada en 1947.

## Construcción
Construido por el Philadelphia Navy Yard, fue puesto en gradas el 28 de octubre de 1935, botado el 16 de noviembre de 1937 y asignado el 16 de febrero de 1939.

### Características
Crucero pesado de 10 000 t de desplazamiento, 185 m de eslora, 18 m de manga y 7 m de calado; propulsión de 4 turbinas de vapor (4 hélices, potencia 100 000 shp, velocidad 32,5 nudos); 9 cañones de 203 mm (3×3), 8 cañones de 127 mm (8×1) y 8 ametralladoras de 12,7 mm.

## Historia de servicio
En 1941 participó de la Operación Indigo II en Islandia, donde permaneció con el TG 7.5. A poco llegó la orden de patrulla del Atlántico Norte para proteger a los barcos comerciales frente de los ataques de Alemania e Italia. Durante el ataque a Pearl Harbor se encontraba en Hvalfjörður, Islandia.
El 29 de enero de 1943 cruzó al océano Pacífico. Participó de la batalla del mar de Filipinas, la batalla del golfo de Leyte, la batalla de Okinawa y finalmente fue parte de la Operación Magic Carpet. Pasó a reserva el 15 de julio de 1946 y fue descomisionado el 3 de febrero de 1947. Ganó trece estrellas de batalla por su servicio.